# Bách Trượng Hoài Hải
Bách Trượng Hoài Hải (zh. bǎizhàng huáihǎi 百丈懷海, ja. hyakujō ekai), 720-814, là một Thiền sư Trung Quốc, một trong những vị Thiền sư danh tiếng nhất đời nhà Đường, nối pháp Thiền sư Mã Tổ Đạo Nhất. Học nhân đến sư tham vấn rất đông, trong đó Hoàng Bá Hi Vận và Quy Sơn Linh Hựu là hai vị thượng thủ.

## Cơ duyên và hành trạng
Sư họ Vương, quê ở Trường Lạc, Phúc Châu. Lúc nhỏ theo mẹ đi chùa lễ Phật, sư chỉ tượng Phật hỏi mẹ: "Đây là gì?" Mẹ bảo: "Phật." sư nói: "Hình dung không khác gì với người, con sau cũng sẽ làm Phật." Sư xuất gia lúc còn để chỏm và chuyên cần tu học Giới, Định, Huệ. Sau sư đến tham học với Mã Tổ làm thị giả và được Mã Tổ truyền tâm ấn. Câu chuyện Mã Tổ mở mắt cho sư rất thú vị (Thích Thanh Từ dịch):
Sư theo hầu Mã Tổ đi dạo, thấy một bầy vịt trời bay qua, Tổ hỏi: "Đó là cái gì?" sư đáp: "Con vịt trời." Tổ hỏi: "Bay đi đâu?" sư đáp: "Bay qua." Mã Tổ bèn nắm lỗ mũi sư kéo mạnh, đau quá sư la thất thanh. Mã Tổ bảo: "Lại nói bay qua đi!" Nghe câu ấy, sư tỉnh ngộ.
Trở về phòng thị giả, sư khóc lóc thảm thiết, những người chung phòng nghe được bèn hỏi: "Huynh nhớ cha mẹ phải không?" sư đáp: "Không." "Bị người ta mắng chửi phải không?" sư đáp: "Không." Vị sư hỏi: "Vậy tại sao lại khóc?" sư đáp: "Lỗ mũi tôi bị Hòa Thượng kéo đau thấu xương." Vị thị giả kia lại hỏi: "Có nhân duyên không khế hội?" sư đáp: "Đi hỏi Hòa Thượng đi." Vị thị giả ấy tới hỏi Mã Tổ rằng: "Thị giả Hoài Hải có nhân duyên gì chẳng khế hội, mà đang khóc ở trong phòng, xin Hòa Thượng vì chúng con mà nói pháp." Mã Tổ bảo: "Y đã khế hội, các ngươi tự hỏi lấy y." Vị thị giả lại trở về phòng hỏi: "Hòa Thượng nói huynh đã khế hội, nên bảo chúng tôi về hỏi huynh." sư bèn cười ha hả. Các vị sư bảo: "Vừa rồi khóc sao bây giờ lại cười?" sư đáp: "Vừa rồi khóc bây giờ lại cười.". Chúng tăng không ai hiểu chuyện gì.
Hôm sau Mã Tổ vừa lên tòa, tăng chúng nhóm họp xong. sư bước ra cuốn chiếu, Mã Tổ xuống tòa, sư theo sau đến phương trượng. Mã Tổ hỏi: "Ta chưa nói câu nào, tại sao ngươi cuốn chiếu?" sư thưa: "Hôm qua bị Hòa Thượng kéo chót mũi đau quá." Mã Tổ bảo: "Hôm qua ngươi để tâm chỗ nào?" sư nói: "Chót mũi ngày hôm nay lại chẳng đau." Mã Tổ bảo: "Ngươi đã hiểu rõ việc hôm qua." Sư làm lễ rồi lui ra
Sư để lại nhiều bài thuyết giảng quý báu trong Bách Trượng quảng lục và Bách Trượng ngữ lục. Trong đó sư đề cao việc "lìa bỏ tất cả những vọng tưởng tức như như Phật" và khuyên thiền sinh tu tập pháp môn vô phân biệt, Bất nhị (Thích Thanh Từ dịch):
"Phàm người học đạo nếu gặp các thứ khổ vui, việc vừa ý không vừa ý tâm không lui sụt, chẳng để tâm đến danh dự lợi dưỡng ăn mặc, chẳng tham tất cả phúc đức lợi ích, không bị các pháp thế gian buộc ngại, không thân mến khổ vui, tâm hằng bình đẳng, ăn cơm hẩm cốt nuôi mệnh sống, mặc áo vá chỉ để ngừa lạnh, ngơ ngơ như ngu như điếc, sẽ được ít phần tương ưng. Nếu trong tâm ham học rộng biết nhiều, cầu phúc cầu trí, đều là ở trong sinh tử, đối với lý đạo thật vô ích, lại bị gió hiểu biết thổi trôi giạt trong biển sinh tử."
Có vị tăng hỏi: "Như nay Thụ giới rồi thân khẩu được thanh tịnh, lại làm đủ các việc thiện, như thế được giải thoát chăng?" Sư đáp: "Được ít phần giải thoát, chưa được tâm giải thoát, chưa được tất cả chỗ giải thoát."
Tăng hỏi: "Thế nào là tâm giải thoát và tất cả chỗ giải thoát?" Sư đáp: "Chẳng cầu Phật, Pháp, Tăng, cho đến chẳng cầu phúc trí tri giải, tình cảm nhơ sạch hết, chẳng chấp tâm không cầu là phải, chẳng trụ chỗ hết, cũng chẳng mến thiên đường sợ địa ngục, trói buộc cởi mở không ngại, tức thân tâm và tất cả chỗ đều gọi giải thoát. Ngươi chớ có cho ít phần giới thân khẩu ý tịnh là xong, đâu biết môn giới định huệ như hà sa, mà vô lậu giải thoát toàn chưa dính một may...
Cố gắng! Nhằm hiện nay cố tìm xét lấy, đừng đợi mắt mờ, tai điếc, tóc bạc, mặt nhăn, già khổ đến thân, buồn thảm triền miên mắt hằng rơi lệ, trong tâm hoảng sợ không còn một nơi y cứ, chẳng biết chỗ đi. Đến khi ấy, muốn nghiêm chỉnh tay chân cũng không thể kiềm được, dù có phúc trí, danh dự lợi dưỡng trọn không cứu được. Vì mắt tâm chưa mở, chỉ nhớ các cảnh, không biết phản chiếu, lại chẳng thấy Phật đạo. Một đời có tạo việc thiện ác đều thảy hiện ở trước, hoặc vui hoặc sợ, Lục đạo Ngũ uẩn cả đều hiện tiền. Trang sức, nhà cửa, ghe thuyền, xe cộ đẹp đẽ hiển hách, đều từ tham ái của mình hiện ra, tất cả cảnh ác đều biến thành cảnh thù thắng. Chỉ tuỳ tâm tham ái chỗ nào nặng, nghiệp thức dẫn đến thụ sinh, hoàn toàn không có phần tự do, rồng súc tốt xấu trọn chưa định được..."

## Thanh quy mới cho Thiền tông
Sư là người đầu tiên trong Thiền tông lập và kết tập những quy luật hành động hằng ngày của thiền sinh trong một thiền đường. Trước đó tất cả những thiền sinh chỉ là "khách" trong những chùa của tông phái khác - thường là Luật viện (Luật tông) - với những nghi quỹ họ phải tuân theo. Từ lúc sư lập ra quy luật mới, nhiều thiền đường được thành lập với những điều kiện thuận lợi đáp ứng nhu cầu của thiền sinh. sư nhấn mạnh sự kết hợp giữa thiền và các việc lao động trong và ngoài thiền viện như làm ruộng, cuốc đất trồng cây. Câu nói của sư "một ngày không làm, một ngày không ăn" (nhất nhật bất tác, nhất nhật bất thực 一日不作一日不食) đã gây ấn tượng đến ngày nay.
Theo quy luật mới, thiền sinh làm việc tự nuôi sống (các Tỉ-khâu thời Phật Thích-ca không được phép làm việc) nhưng song song với công việc hằng ngày, sư vẫn giữ lại truyền thống đi khất thực và cho đó là một phương tiện tu luyện tâm. Những quy luật mới này được ghi lại trong Bách Trượng thanh quy. Mặc dù nguyên bản của quyển sách này đã mất nhưng các quy luật này vẫn còn được tuân hành nghiêm chỉnh cho đến ngày nay.
Đời Đường niên hiệu Nguyên Hoà năm thứ 9 ngày 17 tháng giêng (814), sư quy tịch, thọ 95 tuổi. Vua ban hiệu là Đại Trí Thiền sư.